# Listă de regizori danezi
Aceasta este o listă de regizori de film danezi:

Cuprins: Început - 0–9 A B C D E F G H I J K L M N O P Q R S T U V W X Y Z

## A
- Asbjørn Andersen
- Nikolaj Arcel
- Morten Arnfred
- Natasha Arthy
- Bille August
- Gabriel Axel

## B
- Erik Balling
- Poul Bang
- Aske Bang
- Susanne Bier
- Jens Bjerre
- August Blom
- Christoffer Boe
- Ole Bornedal
- Christian Holten Bonke

## C
- Henning Carlsen
- Benjamin Christensen
- Pernille Fischer Christensen
- Erik Clausen

## D
- Carl Theodor Dreyer

## E
- Peter Elfelt
- Jonas Elmer
- Franz Ernst

## F
- Per Fly
- Peter Schønau Fog
- Gert Fredholm
- Grete Frische

## G
- Emanuel Gregers
- Lene Grønlykke
- Sven Grønlykke
- Peer Guldbrandsen

## H
- Rumle Hammerich
- Jannik Hastrup
- Astrid Henning-Jensen
- Bjarne Henning-Jensen
- Finn Henriksen
- Annelise Hovmand
- Allan Hyde

## I
- Bodil Ipsen
- Jon Iversen

## J
- Johan Jacobsen
- Anders Thomas Jensen
- Tomas Villum Jensen
- Hella Joof

## K
- Palle Kjærulff-Schmidt
- Søren Kragh-Jacobsen
- Hans Kristensen

## L
- Birger Larsen
- Viggo Larsen
- Lau Lauritzen
- Jørgen Leth
- Lisbeth Lynghøft

## M
- Ole Christian Madsen
- Nils Malmros
- Sven Methling
- Svend Methling
- Ib Mossin
- Flemming Quist Møller

## N
- Jesper W. Nielsen

## O
- Alice O'Fredericks
- Annette K. Olesen
- Lasse Spang Olsen
- Niels Arden Oplev
- Vladimir Oravsky
- Katrin Ottarsdóttir (Insulele Faroe)

## P
- John Price

## R
- Annelise Reenberg
- Anders Refn
- Nicolas Winding Refn
- Jytte Rex
- Kaspar Rostrup

## S
- Åke Sandgren
- Lone Scherfig
- George Schnéevoigt
- Gunnar Sommerfeldt

## T
- Knud Leif Thomsen

## V
- Knud Vesterskov
- Thomas Vinterberg
- Lars von Trier

## W
- Arne Weel